# Be-30
Be-30 (ros.Бе-30) – radziecki samolot pasażerski i transportowy o napędzie turbośmigłowym, opracowany przez biuro konstrukcyjne Georgija Berijewa.
Samolot opracowany dla pasażerskiego ruchu lokalnego, transportu oraz pogotowia lotniczego. Pierwszy prototyp wyposażono w silniki gwiazdowe ASz-21, następne modele wyposażono w mocniejsze silniki turbośmigłowe TVD-10. Samolot wyprodukowany tylko w 8 egzemplarzach.

## Historia
Prace nad maszyną rozpoczęto w 1965 roku. Od początku planowano wyposażyć samolot w turbośmigłowe silniki TVD-10 jednak w momencie ukończenia prototypu jednostki napędowe nie były jeszcze gotowe. Z tych powodów na prototypowym egzemplarzu zastosowano tłokowe silniki ASz-21. Tak wyposażony samolot do swojego pierwszego lotu wzbił się 3 marca 1967 roku. W toku dalszych prac, ASz-21 zostały wymienione na francuskie silniki Astazou XII. Z docelowymi jednostkami TVD-10 maszyna wzbiła się po raz pierwszy w powietrze 8 czerwca 1968 roku. Dalsze prace nad samolotem przerwano po wybudowaniu zaledwie ośmiu maszyn, trzech prototypów i pięciu samolotów seryjnych. W ramach podziału prac pomiędzy państwami Rady Wzajemnej Pomocy Gospodarczej (RWPG) dostawcą i producentem niewielkiego samolotu pasażerskiego została Czechosłowacja a do Związku Radzieckiego trafił Let L-410 Turbolet. Drugi prototyp Be-30 został w 1973 roku gruntownie zmodernizowany i otrzymał nowe oznaczenie Be-32. W nowej konstrukcji zwiększono liczbę miejsc pasażerskich do 18, zainstalowano radar pogodowy oraz wał synchronizujący prace obydwu silników. Dzięki temu rozwiązaniu wyłączenie jednej jednostki nie powodowała asymetrii ciągu. Samolot nie wszedł do produkcji seryjnej i po próbach w locie trafił do muzeum w Monino. Nie był to jednak koniec kariery pojedynczego egzemplarza Be-32. W 1993 roku samolot z nowymi silnikami TWD-20 pojawił się na Międzynarodowym Salonie Lotniczym w Paryżu. Zaprezentowano wariant dyspozycyjny, przystosowany do przewozu siedmiu osób. Po zmianie układu kabiny samolot mógł przewozić 17 pasażerów. Be-32 miał być samolotem, który tanim kosztem i szybko miał wejść na rynek opanowany przez czechosłowackie L-410 i produkowane w Polsce An-28, a których dostawy i dalsza eksploatacja była zagrożona po rozpadzie w 1991 roku RWPG. Niestety dla producenta, kilkunastoletnia konstrukcja nie znalazła się w kręgu zainteresowań potencjalnych użytkowników. Be-32 trafił z powrotem do muzeum.

## Wersje
- Be-30A wersja o zwiększonej liczbie pasażerów (21 - 23)
- Be-32K wersja z silnikami Pratt & Whitney PT6